# Leszek Engelking
Leszek Maria Engelking, född 2 februari 1955 i Chorzów i Schlesiens vojvodskap, död 22 oktober 2022 i Pruszków, var en polsk författare, poet, essäist, litteraturhistoriker, litteraturkritiker och översättare.

### Poesi
- Autobus do hotelu Cytera, 1979
- Haiku własne i cudze, 1991
- Mistrzyni kaligrafii i inne wiersze, 1994
- Dom piąty, 1997
- I inne wiersze, 2000
- Muzeum dzieciństwa, 2011
- Komu kibicują umarli?, 2013
- Suplement, 2016

### Noveller
- Szczęście i inne prozy, 2007

### Kritik, essäer
- Vladimir Nabokov, 1989
- Vladimir Nabokov. Podivuhodný podvodník, 1997
- Surrealizm, underground, postmodernizm. Szkice o literaturze czeskiej, 2001
- Codzienność i mit. Poetyka, programy i historia Grupy 42 w kontekstach dwudziestowiecznej awangardy i postawangardy, 2005
- Chwyt metafizyczny. Vladimir Nabokov - estetyka z sankcją wyższej rzeczywistości, 2011
- Nowe mity. Twórczość Jáchyma Topola, 2016

### Antologier
- Wyspy na jeziorze, 1988
- Oleg Pastier, Karol Chmel, Ivan Kolenič, Oko za ząb. Trzej współcześni poeci słowaccy, 2006
- Maść przeciw poezji. Przekłady z poezji czeskiej, 2008

## Priser och utmärkelser
- "Literatura na Świecie"-priset, 1989, 2003, 2009 , 2018
- Premia Bohemica, 2003
- Polska PEN-klubbens pris, 2010